# Miranda (Carabobo)
Miranda – miasto w Wenezueli, w stanie Carabobo.